# Песьяне (Куртамиський округ)
Песья́не (рос. Песьяное) — село у складі Куртамиського округу Курганської області, Росія.
Населення — 723 особи (2010, 871 у 2002).
Національний склад станом на 2002 рік:
- росіяни — 94 %